# Janil Puthucheary

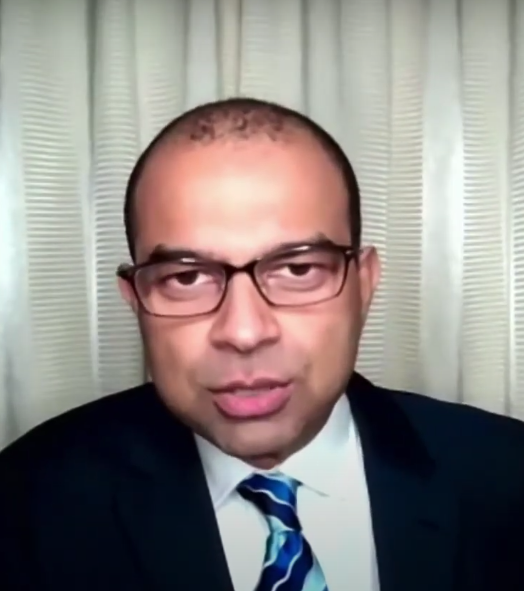
Janil Puthucheary (2022)

Janil Puthucheary (* 1972)  ist ein Politiker der People’s Action Party (PAP) und Kinderarzt aus Singapur, der unter anderem seit 2011 Mitglied des Parlaments ist und verschiedene Juniorministerposten innehatte. Seit 2018 ist er Leitender Staatsminister im Ministerium für Kommunikation und Information sowie seit 2020 auch Leitender Staatsminister im Gesundheitsministerium. Darüber hinaus ist er seit 2019 als Government Whip Parlamentarischer Geschäftsführer der PAP-Mehrheitsfraktion im Parlament.

## Leben
Janil Puthucheary begann nach dem Besuch der Grundschule in Kuala Lumpur sowie der 1556 gegründeten Oundle School in Northamptonshire ein Studium der Medizin an der Queen’s University Belfast. Nach dessen Abschluss fand seine ärztliche Fortbildung in Pädiatrie in Belfast, London und Sydney statt. Nach seiner Rückkehr war er als Arzt für Pädiatrie und Intensivmediziner auf der Kinderintensivstation des KK Women’s and Children’s Hospital tätig, das größte auf die Gesundheitsversorgung von Frauen und Kindern spezialisierte Krankenhaus in Singapur. In der Folgezeit wurde er Oberarzt der Kinderintensivstation sowie Chefarzt der Pädiatrischen Facheinrichtungen des KK Women’s and Children’s Hospital. Des Weiteren hielt er als Associate Professor Vorlesungen für Erstsemester an der Duke–NUS Medical School, eine Kooperation der US-amerikanischen Duke University und der National University of Singapore. Er engagierte sich daneben als Vorsitzender der gemeinnützigen Einrichtung OnePeople.sg sowie als Vize-Vorsitzender des Gemeinderates von Pasir Ris-Punggol. Er ist ferner Vorstandsmitglied der Volksvereinigung (People’s Association) und war in dieser Vereinigung Vorsitzender des Gemeindeentwicklungsfonds sowie des Beratungsgremiums der Jugendbewegung.
Bei den Wahlen am 7. Mai 2011 wurde Puthucheary für die People’s Action Party (PAP) im Gruppen-Wahlkreis GRC (Group Representation Constituency) Pasir Ris-Punggol erstmals zum Mitglied des Parlaments gewählt. Zu Beginn seiner Parlamentszugehörigkeit war er Mitglied des Rechnungsprüfungsausschusses, des Petitionsausschusses sowie des Geschäftsordnungsausschusses. Er wurde bei den Wahlen am 11. September 2015 im Wahlkreis Pasir Ris-Punggol GRC für die PAP wieder zum Parlamentsmitglied gewählt. Am 1. Januar 2016 wurde er von Premierminister Lee Hsien Loong erstmals in Regierungsämter berufen und bekleidete bis zum 30. April 2017 die Posten als Staatsminister im Minister für Kommunikation und Information (Minister of State, Ministry of Communications and Information) sowie im Bildungsministerium (Minister of State, Ministry of Education). Im Anschluss fungierte er zwischen dem 1. Mai 2017 und dem 30. April 2018 als Leitender Staatsminister im Bildungsministerium (Senior Minister of State, Ministry of Education) sowie vom 1. Mai 2018 bis zum 26. Juli 2020 als Leitender Staatsminister im Verkehrsministerium (Senior Minister of State, Ministry of Transport).
Janil Puthucheary ist seit dem 1. Mai 2018 Leitender Staatsminister im Ministerium für Kommunikation und Information (Senior Minister of State, Ministry of Communications and Information) und darüber hinaus seit dem 6. Juni 2019 als Government Whip Parlamentarischer Geschäftsführer der PAP-Mehrheitsfraktion im Parlament. Bei den Wahlen am 11. Juli 2020 wurde er für die PAP im Wahlkreis Pasir Ris-Punggol GRC abermals zum Mitglied des Parlaments gewählt. Nach der Wahl wurde er von Premierminister Lee Hsien Loong am 27. Juli 2020 auch noch zum Leitenden Staatsminister im Gesundheitsministerium (Senior Minister of State, Ministry of Health) ernannt. Er ist verheiratet und Vater von drei Söhnen.

## Veröffentlichung
- Characteristics and Outcomes of Long-Stay Patients in the Pediatric Intensive Care Unit, Mitautoren Angela Hui Ping Kirk, Qian Wen Sng, Lu Qin Zhang, Judith Ju Ming Wong, Lee Jan Hau, in: Journal of pediatric intensive care, (Bd. 7, 2017, Nr. 1, S. 1–6)